# Cartes a Julieta
Cartes a Julieta (títol original en anglès: Letters to Juliet) és una pel·lícula de comèdia romàntica estatunidenca de 2010 dirigida per Gary Winick. Els guionistes, José Rivera i Tim Sullivan, es van inspirar en la novel·la del mateix nom de les germanes Ceil i Lise Friedman.
Inspirada en la popular obra de William Shakespeare Romeu i Julieta, la història narra el retrobament d'un vell amor i el naixement d'un de nou gràcies al magnífic escenari de la ciutat de Verona i el balcó de Julieta. La pel·lícula s'ha doblat al català.

## Argument
Sophie Hall (Amanda Seyfried) és una jove periodista aspirant a escriptora que juntament amb el seu xicot Víctor (Gael García Bernal) viatja a la ciutat de Verona (Itàlia) per reviure el romanticisme perdut de la seva relació. Tanmateix, des del principi del seu viatge Víctor, que és xef a Nova York, es deixa enlluernar per la cuina del país i arrossega a Sophie a contínues i avorrides excursions gastronòmiques que s'acaben convertint en reunions de negocis. D'aquesta manera, al final, Sophie decideix visitar la regió del Vèneto pel seu compte.
Durant una agradable passejada per Verona, la ciutat que emmarca l'obra de William Shakespeare Romeu i Julieta, Sophie descobreix la casa dels Cappello, que es creu que també va ser la casa de la família Capuleto. Allà s'hi conserva encara el balcó de Julieta i el seu famós pati on avui en dia els enamorats deixen notes demanant ajuda a Julieta. És precisament en aquest romàntic lloc que Sophie troba una nota de fa 50 anys escrita per una tal Claire Smith (Vanessa Redgrave).

## Repartiment
| Intèrpret          | Personatge                                                       | Veu en català    |
| ------------------ | ---------------------------------------------------------------- | ---------------- |
| Amanda Seyfried    | Sophie Hall                                                      | Isabel Valls     |
| Gael García Bernal | Víctor                                                           | Roger Pera       |
| Paolo Arvedi       | El granger d'oli                                                 | Marc Torrents    |
| Luisa Ranieri      | Isabella                                                         | Alicia Laorden   |
| Lidia Biondi       | Donatella                                                        | Rosa Pastó       |
| Milena Bukovic     | Maria                                                            | Aurora García    |
| Luisa de Santis    | Angelina                                                         | Marta Padovan    |
| Christopher Egan   | Charlie Wyman                                                    | Manel Gimeno     |
| Vanessa Redgrave   | Claire Smith-Wyman                                               | Maria Luisa Solá |
| Remo Remotti       | Lorenzo, el granger                                              | Ferran Llavina   |
| Benito Deotto      | Lorenzo, el vell                                                 | Fèlix Benito     |
| Sandro Dori        | Lorenzo, el sacerdot                                             | Ferran Llavina   |
| Stefano Guerrini   | Lorenzo, el net                                                  | Marc Torrents    |
| Franco Nero        | Lorenzo Bartolini                                                | Pep Torrents     |
| Oliver Platt       | Bobby, editor de la revista The New Yorker (no surt als crèdits) | Jordi Royo       |